# 南德普拉耶格

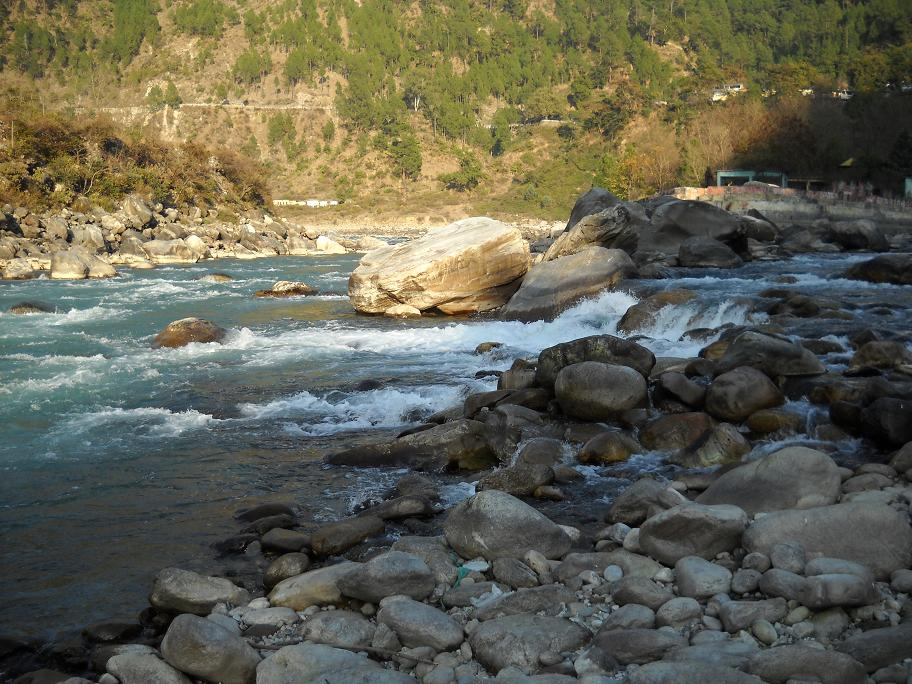
南達肯尼河（近處）與阿勒格嫩達河（遠處）的匯流點

南德普拉耶格（Nand Prayag），是印度北阿坎德邦Chamoli县的一个城镇。总人口1433（2001年）。南德普拉耶格是恆河上游支流南達肯尼河與阿勒格嫩達河的匯流點，為印度教五大神聖匯流點（潘奇普拉耶格）之一。

## 人口
该地2001年总人口1433人，其中男性804人，女性629人；0—6岁人口190人，其中男101人，女89人；识字率70.41%，其中男性为77.74%，女性为61.05%。